# Oosterscheldekering

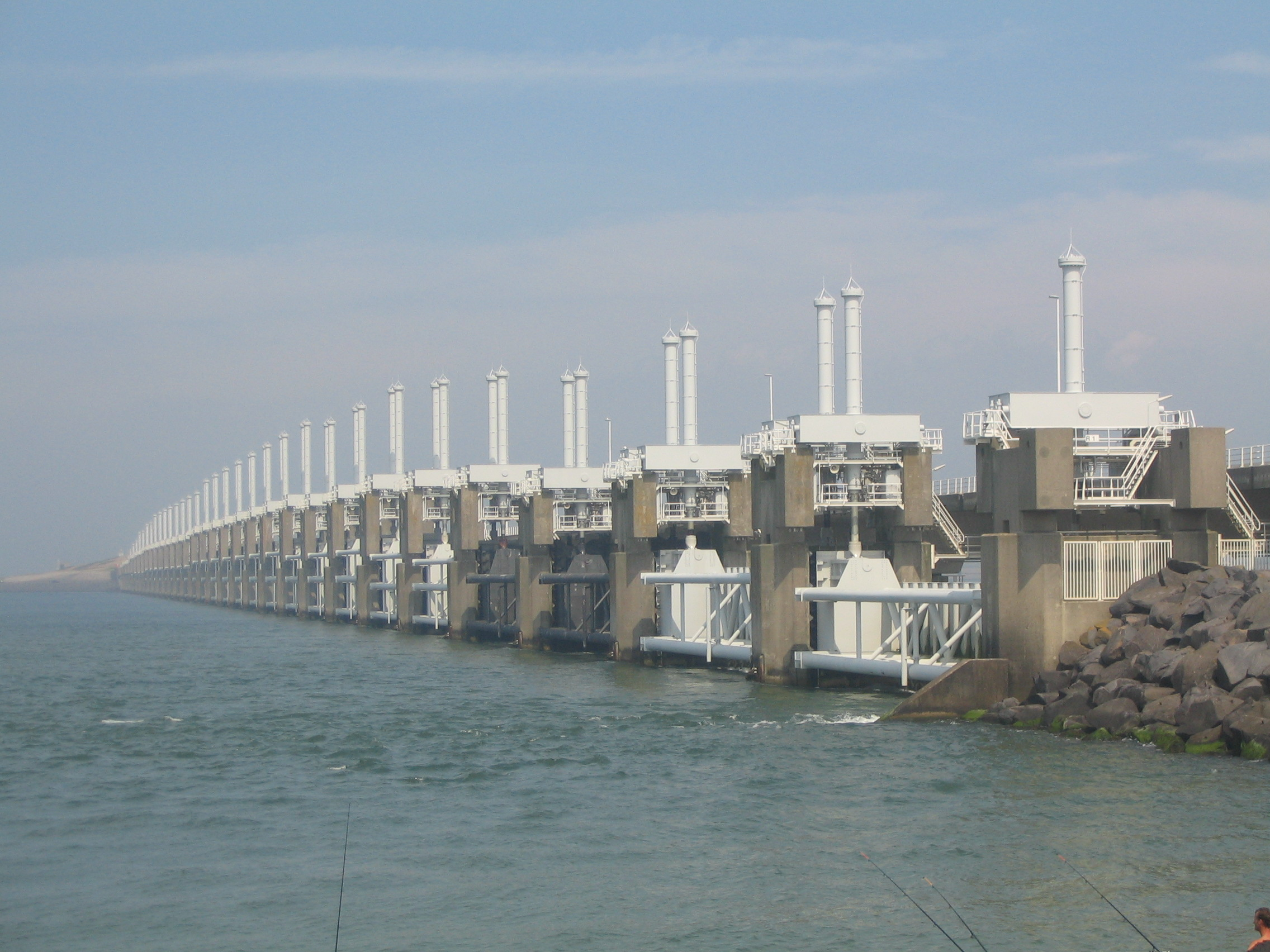
Oosterscheldekering - widok od strony morza

Oosterscheldekering – zapora przeciwpowodziowa na Skaldzie Wschodniej, w prowincji Zelandia, w Holandii, pomiędzy wyspami Schouwen-Duiveland i Noord-Beveland.
Początkowo planowano stworzenie zamkniętej tamy między Noord-Beveland a Schouwen-Duiveland. Oznaczałoby to, że ujście Skaldy stałoby się jeziorem ze słodką wodą. Przypływy i odpływy znikłyby. Oznaczało to zniknięcie cennej słonej przyrody pływowej w Oosterschelde. Przeciwko temu buntowali się ekolodzy, a także rybacy ostryg i omułków.

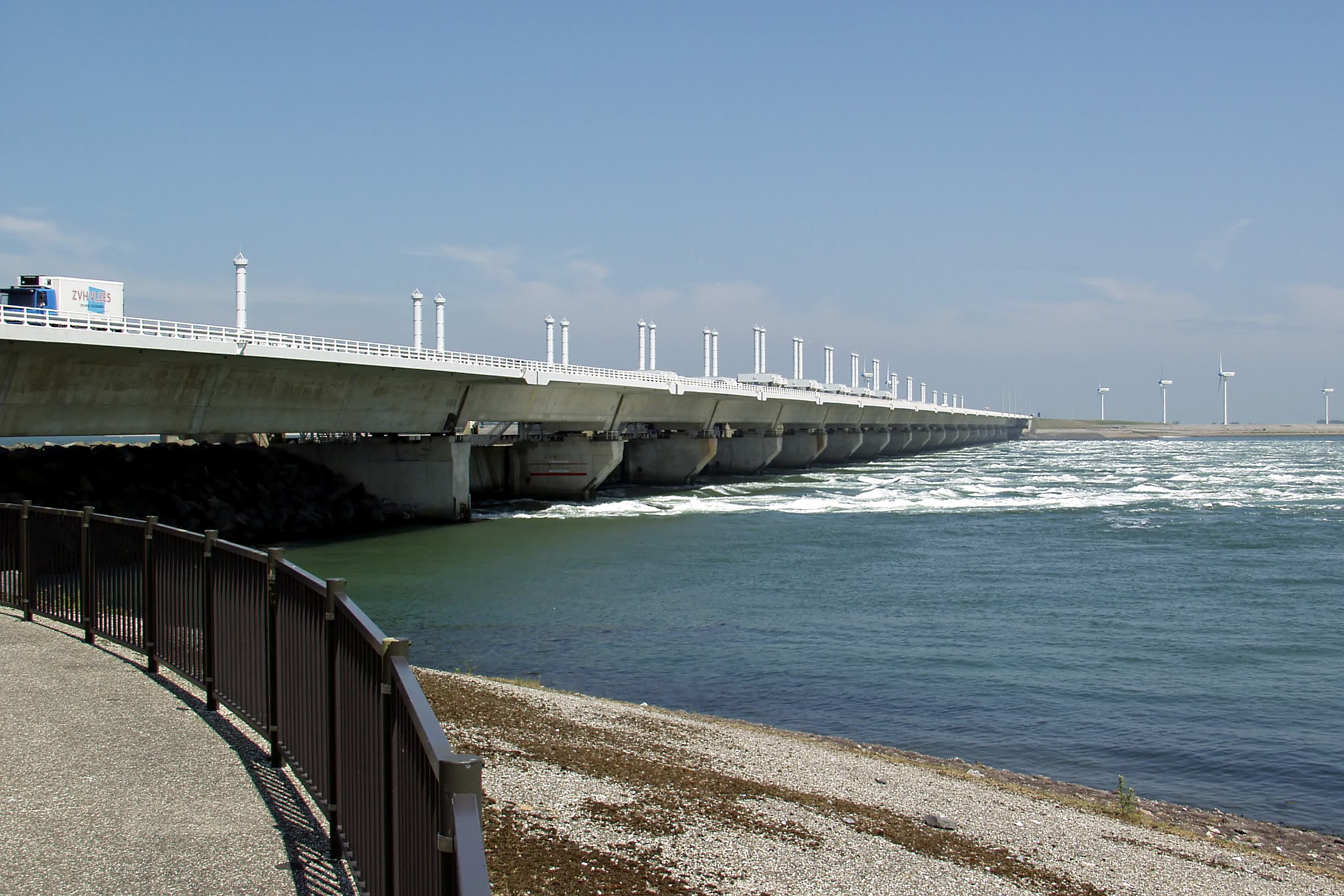
Oosterscheldekering - widok od strony lądu

Została wybudowana w latach 1976–1986 w ramach planu Delta (jest to największa z prac wykonanych w ramach tego planu). Długość Oosterscheldekering wynosi 9 km; w jej skład wchodzą trzy segmenty będące typowymi zaporami (wyposażone są one w ruchome zasuwy, które po opuszczeniu w dół zamykają przepływ wody), a także sztuczne wyspy (Roggenplaat oraz połączone ze sobą Neeltje Jans i Noordland). Na wyspie Noordland znajduje się śluza Roompotsluis umożliwiająca żeglugę przez zaporę. Na wyspie Neeltje Jans znajduje się park tematyczny Deltapark Neeltje Jans. Przez tamę przebiega droga N57 i ścieżka rowerowa.